# Karl Sommer (SS-Mitglied)

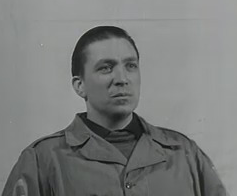
Karl Sommer während der Nürnberger Prozesse. Aufnahme von Januar 1947.

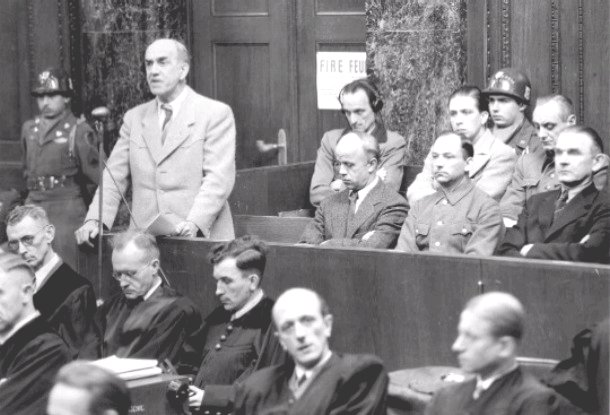
Schlussworte der Angeklagten am 22. September 1947, am Mikrofon Oswald Pohl. Karl Sommer sitzt in der hinteren Reihe in der Mitte.

Karl Sommer (* 25. März 1915 in Köln; † nach 1953) war ein deutscher SS-Hauptsturmführer. Sommer wurde in den Nürnberger Prozessen angeklagt und als Kriegsverbrecher verurteilt.

## Biografie bis 1945
Sommer trat zum 1. Mai 1933 der SS bei (SS-Nummer 130.199), ohne sich je der NSDAP anzuschließen. Nach Ausbruch des Zweiten Weltkrieges war Sommer bei der Waffen-SS eingesetzt, wurde dort jedoch nach einer Fußverletzung im Frühjahr 1941 entlassen. Im März 1941 wurde Sommer zu den Deutschen Erd- und Steinwerken GmbH versetzt, wo er in der Abteilung für den Arbeitseinsatz von KZ-Häftlingen tätig war. Ab Oktober 1941 leitete Sommer diese Abteilung. Anfang Mai 1942 wurde er zum Wirtschafts- und Verwaltungshauptamt (WVHA) versetzt und leitete dort die Abteilung D II-1 (Häftlingseinsatz) bis zum Kriegsende. Ab Ende 1943 war Sommer der Stellvertreter von Amtsleiter D II im WVHA Gerhard Maurer. In der SS erreichte Sommer zum 20. April 1944 den Rang eines SS-Hauptsturmführers. Zum Kriegsende flüchtete er über die sogenannte Rattenlinie Nord nach Flensburg.

## Nach Kriegsende
Nach seiner Festnahme wurde Sommer im Prozess Wirtschafts- und Verwaltungshauptamt der SS mit 17 weiteren Beschuldigten ab dem 13. Januar 1947 vor dem United States Military Tribunal II angeklagt. Sommer wurde insbesondere seine Verantwortung für die Organisation der Zwangsarbeit in den Konzentrationslagern und der daraus resultierenden Verbrechen vorgeworfen. Sommer wurde in den Anklagepunkten Kriegsverbrechen, Verbrechen gegen die Menschlichkeit und der Mitgliedschaft in verbrecherischen Organisationen für schuldig befunden und am 3. November 1947 zum Tode verurteilt. Danach wurde das Urteil auf lebenslängliche Haft reduziert und später in eine zwanzigjährige Haftstrafe umgewandelt. Nach teilweiser Haftverbüßung wurde er am 11. Dezember 1953 aus dem Kriegsverbrechergefängnis Landsberg nach Frankfurt am Main entlassen. Danach betätigte er sich als Kaufmann in Niedersachsen.